# Donne (film 1939)
Donne (The Women) è un film del 1939 diretto da George Cukor.
Commedia satirica con un cast stellare interamente al femminile (sono femmine perfino gli animali che vi compaiono), il film è diretto da Cukor, "regista delle donne" per eccellenza, e racconta la vicenda di una signora dell'alta borghesia di New York di nome Mary Haines (Norma Shearer) che, con l'aiuto delle amiche, strappa il marito caduto nelle grinfie di una sofisticata commessa di profumeria di nome Crystal Allen (Joan Crawford).
La sceneggiatura, che si deve all'acuta penna di Anita Loos - autrice dei libri Gli uomini preferiscono le bionde e ...Ma poi sposano le brune - si basa sull'omonima commedia di Clare Boothe Luce (futura moglie dell'editore Henry Luce). Grande successo di Broadway, il lavoro della Boothe restò in scena per oltre un anno e mezzo, dal 26 dicembre 1936 al luglio 1938, all'Ethel Barrymore Theatre per un totale di 657 recite.
Nel 2007, il film è stato scelto per la conservazione nel National Film Registry della Biblioteca del Congresso degli Stati Uniti.
Nel 1956 David Miller realizzò il remake Sesso debole? (The Opposite Sex) nel cui cast figurano anche gli uomini. Un altro remake, The Women, fu diretto nel 2008 da Diane English, con un cast nuovamente al femminile.

## Trama
Il mondo tutto al femminile nella New York di fine anni trenta. Mrs. Mary Haines è una bella signora che vive felice e appagata tutta dedita alla famiglia, al marito Stefano (in originale Stephen, che non si vede mai) e alla figlioletta che ha nome Mary come lei. Le sue amiche passano da un divorzio all'altro o, quando va bene, figliano numerosi eredi, ridotte a fattrici riproduttive. Mary si crogiola nella sua vita ritirata e felice. Un giorno però in un lussuoso salone di bellezza la sua migliore amica Sylvia viene a sapere dalla pettegola manicure Olga che Stefano, il marito di Mary, tradisce la propria moglie con una raffinata commessa di nome Crystal Allen che lavora in un lussuoso negozio di profumi. Sylvia racconta tutto alle amiche che per l'appunto il pomeriggio stesso sono invitate da Mary a prendere un tè a casa sua. Per non ferirla, fanno finta di niente ma la maliziosa Sylvia, poiché Mary scopra il tradimento del coniuge, le consiglia di andarsi a farsi fare le unghie dalla pettegola Olga. Mary accetta il consiglio e la mattina dopo si reca al salone di bellezza. Per intrattenerla, Olga fa sfoggio di tutto il suo repertorio di pettegolezzi e, ignara di chi sia la sua interlocutrice, le racconta di come una delle sue colleghe in profumeria abbia conquistato un importante finanziere, tale Stefano Haines. Mary, inorridita, rivela il proprio nome ad Olga. Ma, incredula, all'inizio non accetta di credere al tradimento. Crystal è molto bella e molto determinata: ha messo le sue mani sopra Stefano ma costui - si capisce dai discorsi delle donne e da una telefonata tra i due - non ha nessuna intenzione di lasciare la famiglia per lei.
Davanti all'evidenza dei fatti, Mary si confida con sua madre che le consiglia di lasciar perdere e di aspettare che tutta la storia finisca come una bolla di sapone. Ma lei, pur con il cuore infranto, non recede dalla sua intenzione di signora rispettabile che non accetta compromessi e affronta il marito che le concede il divorzio. Mary parte in treno per Reno: per poter divorziare senza troppi problemi, vi deve soggiornare per un breve periodo. Sul treno conosce un gruppo di "colleghe", altre donne che fanno lo stesso genere di viaggio. La contessa De Lave, una signora un po' matura al suo divorzio numero non sa neanche lei quale; Peggy, una giovane signora timida innamorata di suo marito; Miriam, un'aggressiva bellezza che ha soffiato il marito a Sylvia, l'amica di Mary. Le donne, a Reno, sono ospiti in un ranch tenuto da Lucia (orig.: Lucy); diventate amiche, si scambiano confidenze. Nessuna è pienamente felice, ma ognuna va incontro all'atto legale che le renderà libere come fosse un destino cui non ci si può sottrarre. Tutte meno la timida Peggy, che alla fine riesce a tornare sui suoi passi, mettendosi in contatto col marito e riconciliandosi con lui.
Quando Mary torna a casa, riprende la sua vita di sempre, accanto alla figlia e con la madre come confidente. Nella sua vita non ci sono altri uomini, mentre Stefano si è sposato con Crystal.
Sono passati due anni. Dai pettegolezzi che circolano, sembra che il nuovo matrimonio non sia molto felice. Ritrovato il gruppo di amiche di Reno, Mary scambia con esse ricordi, chiacchiere e confidenze. Tutto il gruppo, dopo cena, dovrebbe ritrovarsi a un party e chiede a Mary di venire al ricevimento. Ma, lei non ha intenzione di rivedere il marito con la nuova moglie e decide di restare a casa. Prima di andare a letto, parlando con la figlia, viene a sapere però che Crystal sta tradendo Stefano: la piccola Mary ha sorpreso, mentre era a casa del padre, una telefonata di Crystal a un uomo. Mary decide di aver sbagliato nel troncare così nettamente col marito e si pente di non aver seguito i consigli di sua madre che le suggeriva di far finta di niente (e anche quello di Olga, la manicure, che le consigliava per le unghie il "rosso giungla"). Si veste e si reca al party. Qui, prende come quartier generale della sua riscossa i bagni delle signore.
Tutte le protagoniste della storia vi si radunano, anche una giornalista che prende nota delle parole di Mary che rivela di aver saputo che Crystal ha una relazione con il marito della contessa De Lave, Buck. Crystal non può negare e, spavaldamente, rivendica la sua relazione con Buck, un bel ragazzone giovane con una carriera alla radio. Sfida le altre, dichiarando che può fare tranquillamente a meno del marito a favore del nuovo amore. Ma la contessa De Lave, che incassa non troppo allegramente l'ennesimo fallimento matrimoniale, le annuncia che Buck deve la sua carriera radiofonica soltanto a lei: se divorzia, verrà semplicemente licenziato. Ora tocca a Crystal prendere il treno per andare a Reno. Mary, vittoriosa su tutta la linea dopo aver sfoderato finalmente le unghie, vola tra le braccia di Stefano che la sta aspettando.

## Produzione
Il film fu prodotto dalla Metro-Goldwyn-Mayer (MGM) (controlled by Loew's Incorporated).

## Distribuzione
Distribuito dalla Metro-Goldwyn-Mayer (MGM) (controlled by Loew's Incorporated), il film uscì nelle sale cinematografiche USA il 1º settembre 1939.
Nella versione italiana, che dall'originale The Women passa a Donne (senza articolo), non solo alcuni nomi di battesimo sono italianizzati come nella tradizione dell'epoca (Stefano, Antonio, ecc.), ma il personaggio di Sylvia cambia cognome da Fowler a Mahlinas (l'H è riportata nei titoli di testa italiani originali) per reggere il gioco di parole Fowler-prowler (prowler = malintenzionato) adattato con Mahlinas-maligna.

## Remake
Dalla commedia di Clare Boothe Luce sono stati tratti altri due film:
- 1956 Sesso debole? (film 1956) (The Opposite Sex) di David Miller: con June Allyson (nella parte di Norma Sheaer), Joan Collins (Cristal Allen), Dolores Gray (Sylvia)
- 2008 The Women di Diane English: con Meg Ryan, Eva Mendes (Cristal Allen), Annette Bening (Sylvie)